# چرت زدن گربه
چرت زدن گربه (انگلیسی: Cat Napping) یک پویانمایی آمریکایی محصول ۱۹۵۱ میلادی است. کارگردان این کارتون ویلیام هانا است.